# 京町 (川崎市)
京町（きょうまち）は、神奈川県川崎市川崎区の地名。現行行政地名は京町1丁目から京町3丁目。住居表示実施済区域。

## 地理
川崎区の西部に位置し、北に池田、東に渡田山王町・小田・浅田、南に横浜市鶴見区朝日町、西に横浜市鶴見区大東町・横浜市鶴見区平安町と接している。

### 地価
住宅地の地価は、2025年（令和7年）1月1日の公示地価によれば、京町2丁目4-17の地点で32万2000円/m²となっている。

## 歴史

### 沿革
- 1926年（大正15年）11月 - 耕地整理により、小田、潮田、菅沢の各一部を分離し、京町1～2丁目を新設。
- 1964年（昭和39年）11月1日 - 住居表示の実施に伴い、京町3丁目を新設。
- 1965年（昭和40年）7月1日 - 京町1～2丁目で住居表示を実施。
- 1972年（昭和47年）4月1日 - 川崎市が政令指定都市の制定に伴い、川崎区が新設。川崎市川崎区京町（1〜3丁目）となる[5][7]。

## 世帯数と人口
2025年（令和7年）6月30日現在（川崎市発表）の世帯数と人口は以下の通りである。
| 丁目      | 世帯数    | 人口     |
| --------- | --------- | -------- |
| 京町1丁目 | 1,671世帯 | 3,062人  |
| 京町2丁目 | 1,792世帯 | 3,499人  |
| 京町3丁目 | 1,785世帯 | 4,011人  |
| 計        | 5,248世帯 | 10,572人 |

### 人口の変遷
国勢調査による人口の推移。
| 年                 | 人口   |
| ------------------ | ------ |
| 1995年（平成7年）  | 9,915  |
| 2000年（平成12年） | 9,858  |
| 2005年（平成17年） | 10,439 |
| 2010年（平成22年） | 9,891  |
| 2015年（平成27年） | 10,597 |
| 2020年（令和2年）  | 10,811 |

### 世帯数の変遷
国勢調査による世帯数の推移。
| 年                 | 世帯数 |
| ------------------ | ------ |
| 1995年（平成7年）  | 3,598  |
| 2000年（平成12年） | 3,665  |
| 2005年（平成17年） | 4,064  |
| 2010年（平成22年） | 4,081  |
| 2015年（平成27年） | 4,512  |
| 2020年（令和2年）  | 4,880  |

## 学区
市立小・中学校に通う場合、学区は以下の通りとなる（2025年1月時点）。
| 丁目      | 番・番地等       | 小学校             | 中学校             |
| --------- | ---------------- | ------------------ | ------------------ |
| 京町1丁目 | 全域             | 川崎市立京町小学校 | 川崎市立川崎中学校 |
| 京町2丁目 | 1～13番 25番以降 | 川崎市立京町小学校 | 川崎市立川崎中学校 |
| 京町2丁目 | 14～24番         | 川崎市立京町小学校 | 川崎市立田島中学校 |
| 京町3丁目 | 1～20番          | 川崎市立小田小学校 | 川崎市立京町中学校 |
| 京町3丁目 | 21～32番         | 川崎市立浅田小学校 | 川崎市立京町中学校 |

## 事業所
2021年（令和3年）現在の経済センサス調査による事業所数と従業員数は以下の通りである。
| 丁目      | 事業所数  | 従業員数 |
| --------- | --------- | -------- |
| 京町1丁目 | 114事業所 | 791人    |
| 京町2丁目 | 91事業所  | 938人    |
| 京町3丁目 | 41事業所  | 528人    |
| 計        | 246事業所 | 2,257人  |

### 事業者数の変遷
経済センサスによる事業所数の推移。
| 年                 | 事業者数 |
| ------------------ | -------- |
| 2016年（平成28年） | 265      |
| 2021年（令和3年）  | 246      |

### 従業員数の変遷
経済センサスによる従業員数の推移。
| 年                 | 従業員数 |
| ------------------ | -------- |
| 2016年（平成28年） | 1,722    |
| 2021年（令和3年）  | 2,257    |

## 施設
- 川崎市立京町小学校
- 川崎市立京町中学校
- 川崎京町郵便局[18]
- いなげや 川崎京町店[19]
- ライフ 川崎京町店[20]

## その他

### 日本郵便
- 郵便番号:210-0848[3]（集配局:川崎港郵便局[21]）

### 警察
町内の警察の管轄区域は以下の通りである。
| 丁目      | 番・番地等 | 警察署     | 交番・駐在所 |
| --------- | ---------- | ---------- | ------------ |
| 京町1丁目 | 全域       | 川崎警察署 | 京町通交番   |
| 京町2丁目 | 全域       | 川崎警察署 | 京町通交番   |
| 京町3丁目 | 全域       | 川崎警察署 | 浅田交番     |